# دهه ۱۰۰۰ (میلادی)
دهه ۱۰۰۰ صدمین دهه تقویم میلادی است.

## درگذشتگان
‎